# Індиктіон великий
Індиктіон великий, Велике Пасхальне коло — християнська (див. Християнство) назва астрономічного періоду тривалістю 532 роки. Після його завершення фази місяця повторюються в ті ж самі дні тижня, як і 532 роки тому. Вираховується шляхом множення 19-річного «сонячно-місячного» циклу (після якого місяць і сонце повертаються в майже те саме положення відносно Землі та зірок) на 28-річний «тижнево-числовий» цикл (після якого, приймаючи до уваги високосні роки за Юліанським календарем, дні тижня повертаються в те ж саме число місяця).
Знання про Пасхальне коло є важливою складовою техніки визначення Пасхалій: дні православної Пасхи (Великодня) за Юліанським календарем точно повторюються після закінчення І.в. Початковими роками останніх 3-х Пасхалій були 877, 1409 та 1941 роки. За біблійним літочисленням («від створення світу») ці роки були початками 13-го, 14-го і 15-го І.в.